# نظرية تصميم الآليات

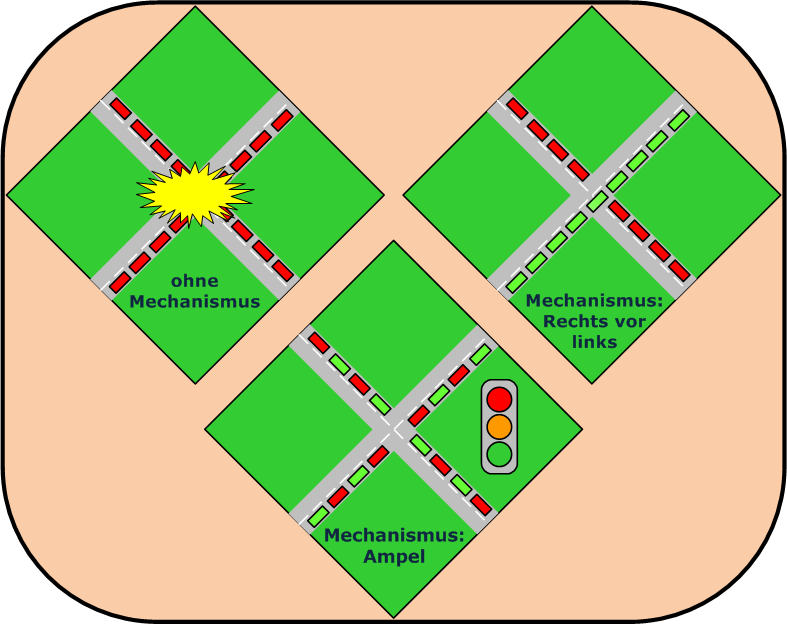

نظرية تصميم الآليات هي التي تدرس مدى كفاءة المؤسسات المختلفة في تخصيص الموارد وما إذا كانت هناك حاجة للتدخل الحكومي.
وضعها كل من ليونيد هورفيتش، البروفسور في جامعة مينيسوتا أطلق النظرية، ثم طورها ايريك ماسكين، البروفسور في جامعة برينستون، وروجر ميرسون، من جامعة شيكاغو والتي تسببت في فوزهم في جائزة نوبل للاقتصاد عام 2007.
وتهدف هذه النظرية إلى مساعدة الاقتصاديين في تحديد آلية التداول التجاري التي تحقق أكبر قدر من المكاسب من عملية التداول على سبيل المثال،
وتوضح نظرية تصميم الآليات الاقتصادية «لماذا يكون المزاد مثلا هو أكفأ آلية لمنح سلعة خاصة» لواحد من بين مجموعة من المشترين المحتملين.
اليوم تلعب نظرية تصميم الآليات دورا مركزيا في كثير من مجالات الاقتصاد وجوانب من العلوم السياسية.